# Julie Manning
Julie Manning foi uma advogada, juíza e política tanzaniana. Manning, a primeira mulher da Tanzânia a estudar Direito, serviu como juíza da Suprema Corte da Tanzânia e Ministra de Justiça, de 1975 a 1983.

## Vida
Em 1963, Julie Manning tornou-se a primeira mulher a estudar Direito na Universidade do Leste da África. Mais tarde, trabalhou no gabinete do Procurador-Geral. Em 1973, foi nomeada juíza da Suprema Corte da Tanzânia, fazendo dela a primeira mulher africana a virar juíza de um tribunal superior na África Oriental e Central. Em 1975, foi designada Ministra da Justiça, tendo sido uma das duas primeiras mulheres a servir no Gabinete da Tanzânia.
Depois de Joseph Warioba sucedê-la como Ministro da Justiça, em 1983, Manning trabalhou como advogada na embaixada da Tanzânia em Washington, D.C..

### Nota
- Este artigo foi inicialmente traduzido, total ou parcialmente, do artigo da Wikipédia em inglês cujo título é «Julie Manning», especificamente desta versão.